# Miron moldvai fejedelem
Miron Barnovschi Movilă (1590 – 1633. július 2.) Moldva fejedelme volt 1626. január 23. – 1629 júliusa és 1633 áprilisa – 1633. július 2. között.
Radu Mihnea hetmanja volt, és a bojárok választották fejedelemmé. Védte az országot a törökök mohóságától, többször visszautasítva az adóemelési kísérleteiket. A krónikák szerint igazságos, szelíd és kegyes uralkodó volt.
Több templomot és kolostort építtetett: a Iași melletti Bârnovában a Barnovschi kolostort, a iași Sfântul Ioan templomot és a Hangu kolostort. Ő fejeztette be a dragomirnai kolostort és az ilyvói román templomot.
A törökök fejezték le Konstantinápolyban, amikor az uralkodásának megerősíttetése végett ment.

## Fordítás
- Ez a szócikk részben vagy egészben a Miron Barnovschi Movilă című román Wikipédia-szócikk ezen változatának fordításán alapul.  Az eredeti cikk szerkesztőit annak laptörténete sorolja fel. Ez a jelzés csupán a megfogalmazás eredetét és a szerzői jogokat jelzi, nem szolgál a cikkben szereplő információk forrásmegjelöléseként.

| Előző uralkodó: Radu Mihnea | Moldva fejedelme 1626 – 1629 | Következő uralkodó: Moise Movilă |

| Előző uralkodó: VI. Sándor Illés | Moldva fejedelme 1633 | Következő uralkodó: Moise Movilă |